# Козел свійський
Козе́л свійський, або цап, — одомашнений підвид козла звичайного (Capra hircus), представник роду Козел (Capra) підродини козлових родини бикових (Bovidae).

## Систематика, походження
За старішими класифікаціями одомашнених козлів вважали окремим видом Capra hircus, якого протиставляли «виду» безоаровий козел (Capra aegagrus). Тепер обидві форми — свійську і дику — вважають одним видом — Capra hircus.
Пращури свійського козла походять із Південно-західної Азії і Східної Європи.

## Історія
Кози є одними з перших тварин, одомашнених людиною. Останній генетичний аналіз підтверджує археологічні докази того, що дикі безоарові козероги з гір Загрос є ймовірним початковим предком, можливо, усіх сучасних домашніх кіз. Скотарі епохи неоліту почали випасати диких кіз здебільшого для легкого доступу до молока та м’яса, а також до гною, який використовували як паливо; а їхні кістки, вовну та сухожилля застосовували для одягу, будівництва та інструментів. Найдавніші залишки одомашнених кіз, датовані 10 000 роками до сьогодення, знайдені в Гандж Даре в Ірані. Останки кіз були знайдені в археологічних місцях в Єрихоні, Чога Мамі, Джейтуні та Чайоню, засвідчуючи одомашнення кіз у Західній Азії 8000—9000 років тому. Дослідження ДНК свідчать про дату одомашнення 10 000 років тому. Історично козяча шкура використовувалася для посудина для води та вина, як у подорожах, так і в доставці вина на продаж. Її також використовували для виробництва пергаменту.

## Назви
«Цап» — поширена назва самця козла, «коза» — самки. Слово «цап» може бути запозиченим з румунської мови (t̨ар). Подібне слово є в італійській мові (zappo). Вони є субстантивованим вигуком для підкликання цапів, а за іншою версією — походять від лат. caper (з праіндоєвроп. *kapro).

## Біологічні особливості
Кози найбільше полюбляють їсти бур'яни, а також листя дерев. Водночас кози завдають величезної шкоди молодому пагінню дерев і кущам під час випасання у лісах (де змагаються у цьому з лосями) та рослинам у палісадниках. Ці тварини мають ненаситний апетит і, як відомо, харчуються від 8 до 12 годин щодня. Кози мають широкий розмах у поживі і їдять навіть такі рослини, як отруйний плющ, спроможні гризти тверду кору дорослої робінії! Проте є деякі рослини, яких кози не їдять, оскільки вони шкодять їхньому нюху, мають гіркий смак, отож їх можна використовувати для відганяння тварин від культурних рослин або овочів. Наприклад, на відміну від людей, кози ненавидять запах лаванди, тож можна посадити рослини лаванди навколо власного подвір’я або розбризкувати розчин з лавандовою олією, щоби відлякати кіз від випасу в небажаних місцях. Також для цього придатні дивина та шавлія, але якщо кози не дуже голодні. Деякі кози здатні себе видоювати, тобто висмоктувати власне молоко або навіть плюватися.

## Господарське значення
Як зазначено вище, домашня коза — один з найдавніших одомашнених видів тварин. Протягом тисяч років їх використовують для отримання молока, бринзи, м'яса, вовни і шкіри. Козяче молоко є дуже поживним і набагато кориснішим для людей, ніж коров'яче.[джерело?]
У часи давніх великих експедицій, як морських (наприклад, Христофора Колумба), так і сухопутних (наприклад, М. Пржевальського), козлів і кіз возили з собою. Вони давали молоко і були живим недоторканним запасом і провіантом, який не треба було спеціально зберігати.
В останні роки, коли багато регіонів планети стикаються з наслідками глобального потепління, «пожежні бригади» кіз і овець приходять людству на допомогу. Сухий чагарник, трава і підлісок схильні до швидкого займання, тому багато фермерів користується старою сільською традицією — тримають стада кіз, які допомагають очищати ліси та округу від старої трави. Так наприклад, на початку квітня 2024 року, вулиці міста Сан-Хосе в Каліфорнії (США) заполонили стада кіз, яких завезли спеціально, щоб вони з’їли рослинність на схилі пагорбів та вони була безпечні з точки зору можливого загоряння.

## Кози в культурі
У стародавніх народів козел символізував, як і бик, батька роду та родючість. Стародавні греки й римляни з огляду на це зображали сатирів і бога Пана як напівлюдей-напівкозлів. На честь міфічної кози Амальтеї названо сузір'я Козорога.
У сучасній культурі козел є символом жертви за чужу провину через звичай юдеїв покладати на жертовного козла гріхи всього народу, після чого тварину відпускали в пустелю. Звідси зокрема походить вислів «козел відпущення» та асоціація цапа з дияволом. Інше джерело уявлень про стосунок козла до сил зла — демонізація з приходом християнства язичницьких богів і персонажів. У ранньохристиянському мистецтві цап слугував символом грішників, приречених на покарання в Страшний суд.
Сленгове «козел(-иха)» є зневажливою назвою певної людини або ув'язненого, що співпрацює з правоохоронними органами. Звідси також похідні слова на зразок «козлити», пов'язані з негідною поведінкою.

## Цікаві факти
Козу зображено на гербі українського селища міського типу Козельця на Чернігівщині.
В 2017 році у селищі Козовій на Тернопільщині було відкрито пам'ятник козі. Подія відбулася в рамках Другого фольклорно-мистецького фестивалю «Коза-Фест»

## Галерея

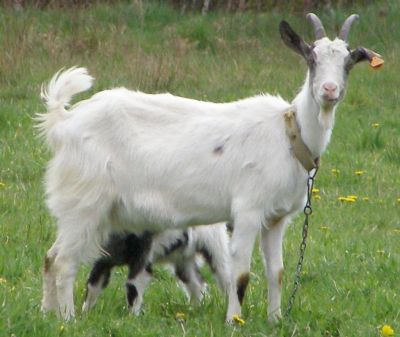
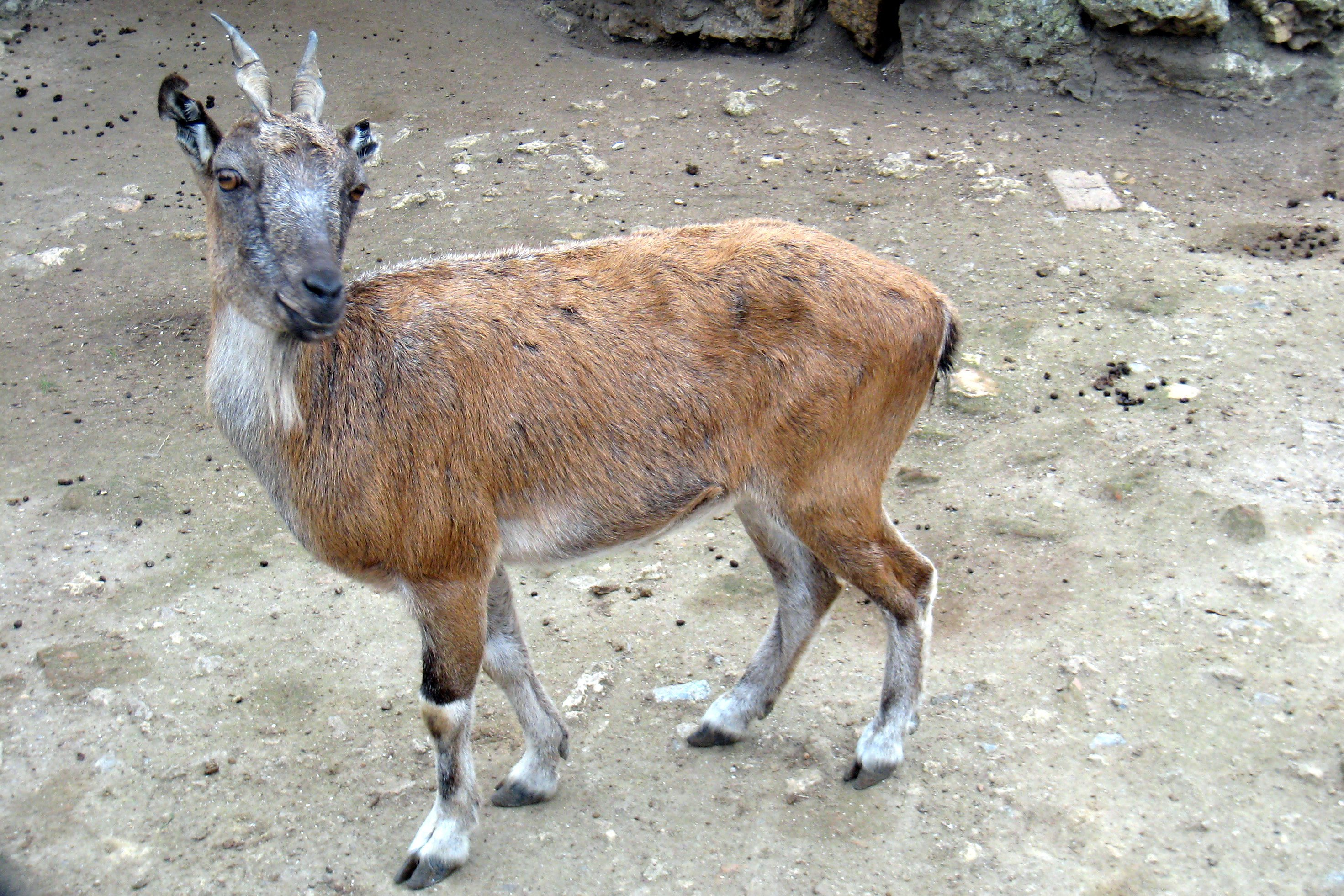
Коза у заповіднику Асканія-Нова
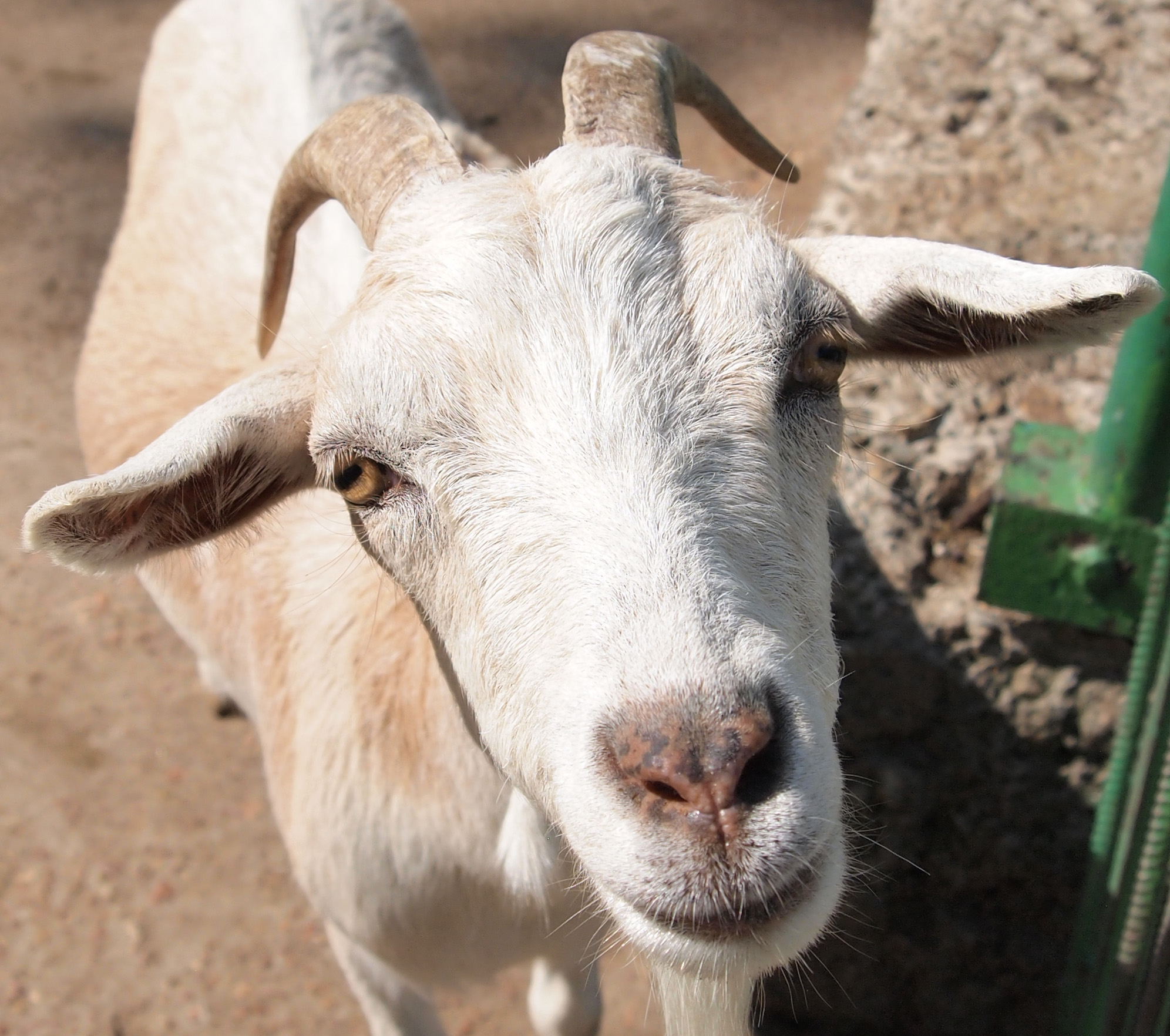
Коза у зоопарку Сімферополя
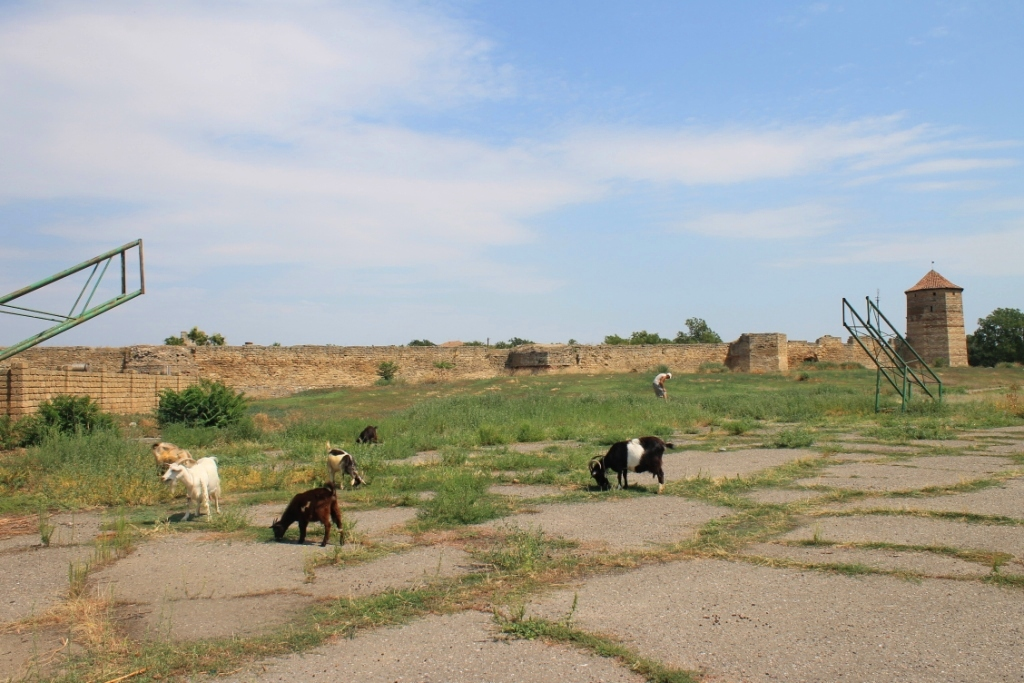
Кози на пасовиську перед Аккерманською фортецею
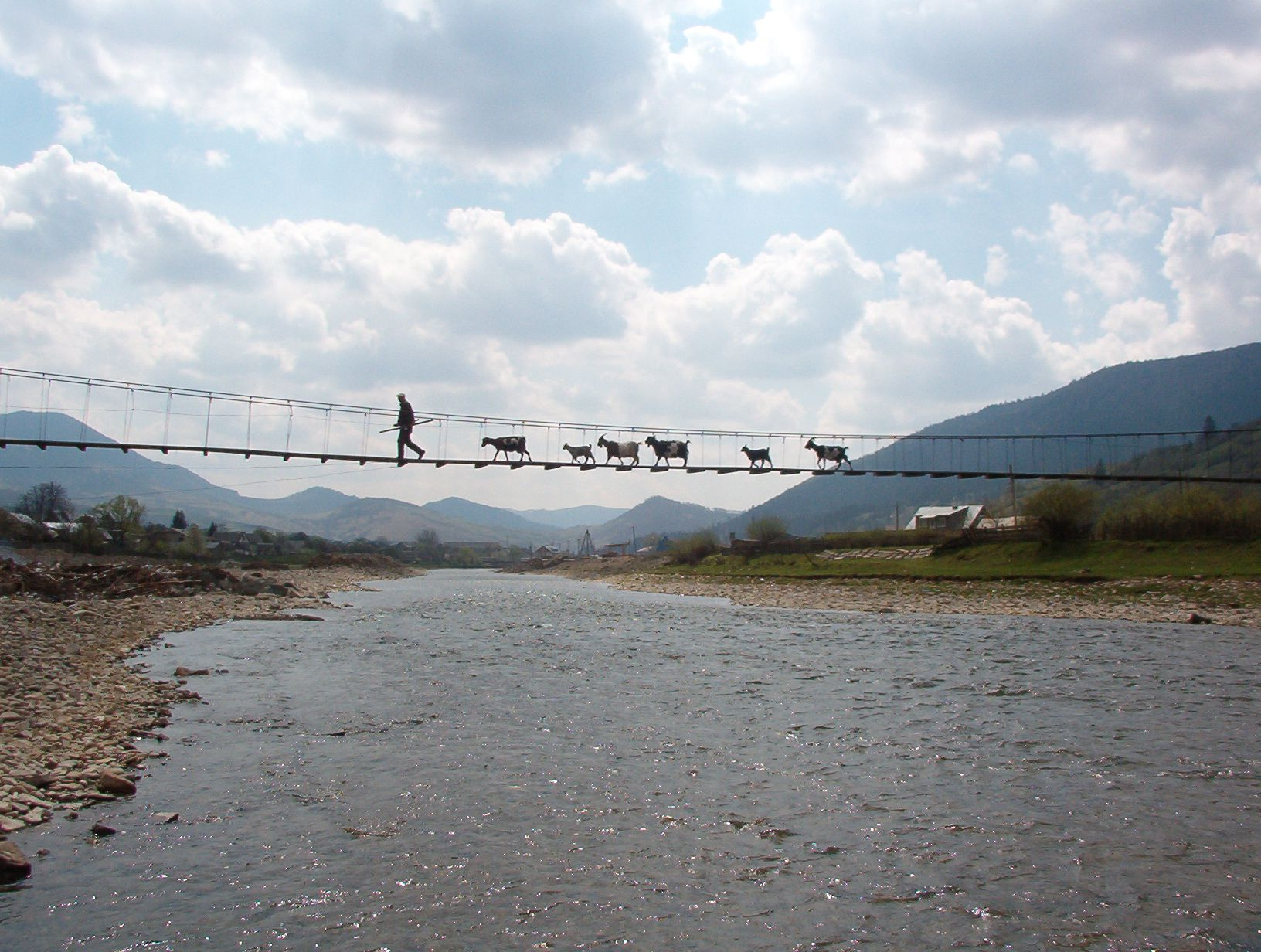
Кози, що рухаються по мосту над гірською річкою в Карпатах
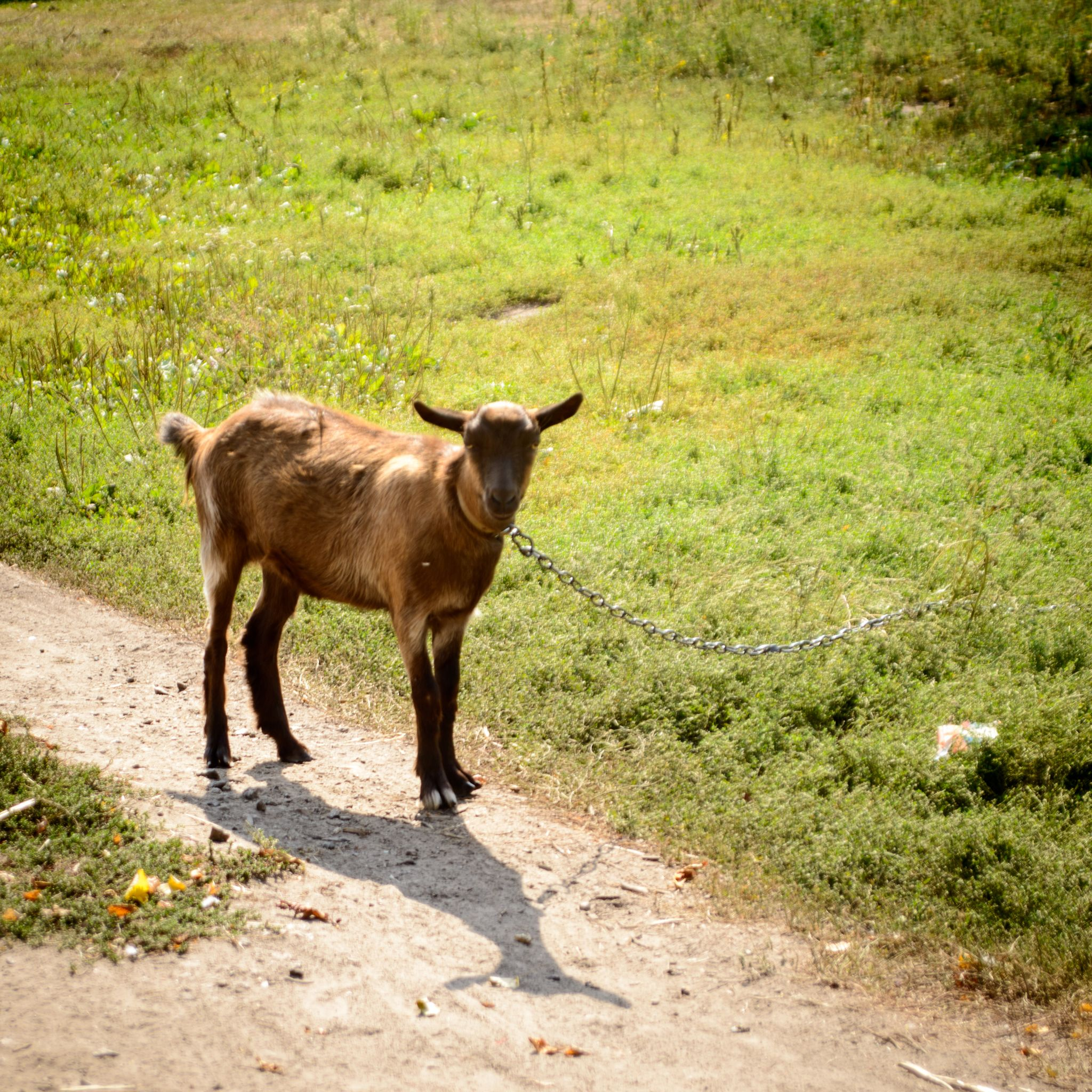
Козеня, село Вікторія, Полтавська область
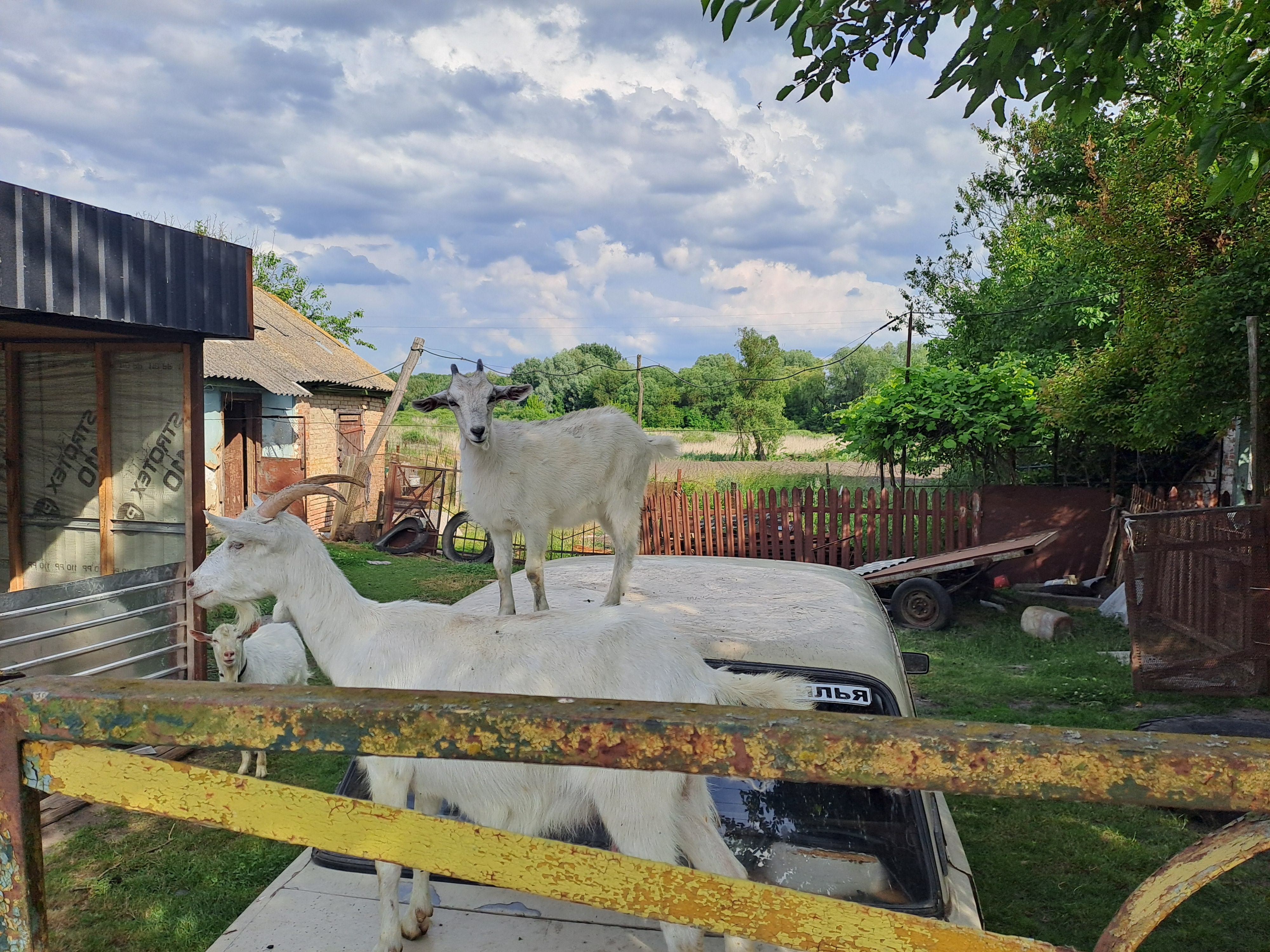
Кози свійські, село Калинів Міст, Полтавська область, червень 2024